# Craon (Vienne)
Craon település Franciaországban, Vienne megyében. Lakosainak száma 183 fő (2022. január 1.). Craon Assais-les-Jumeaux, Doux, Thénezay, Cuhon, La Grimaudière, Massognes és Mazeuil községekkel határos.

## Népesség
A település népességének változása:
| Lakosok száma | 188  | 185  | 189  | 186  | 186  | 185  | 183  | 183  | 183  |
|               | 2013 | 2015 | 2016 | 2017 | 2018 | 2019 | 2020 | 2021 | 2022 |